# Sole, Luna e Talia
Sole, Luna e Talia è una fiaba scritta da Giambattista Basile e pubblicata postuma nel 1636 contenuta nel Pentamerone.
Il racconto di Basile (1636) può dirsi alla base delle moderne versioni che hanno dato origine alla fiaba La bella addormentata così come la conosciamo, inclusa la versione di Charles Perrault, che è del 1697.
Nella fiaba di Basile, la cui origine può essere ricondotta al Perceforest, romanzo anonimo del XIV secolo, non è un principe a svegliare la principessa addormentata nel castello bensì un re; il risveglio, inoltre, non avviene per mezzo di un bacio ma di uno stupro ai danni della ragazza addormentata. Il re, inoltre, nella versione di Basile è sposato ad un'altra donna. Dopo lo stupro, abbandona il castello incantato per tornare nel suo regno.
Questa fiaba si può definire una "fiaba in senso stretto", contiene riferimenti diretti alla deflorazione, allo stupro, all'infedeltà coniugale e altri temi adatti al pubblico di aristocratici adulti cui si rivolgeva lo scrittore napoletano.

## Trama
Un re diventa padre di una bambina chiamata Talia e chiama a sé tutti gli indovini del regno perché predicano il futuro della piccola. Questi gli annunciano che su di lei grava una maledizione: ella corre un pericolo mortale, simbolizzato da una lisca di lino. Il padre, allora, bandisce ogni strumento suscettibile di ferire la bambina (né lino, né canapa, né altro). La piccola Talia, tuttavia, una volta cresciuta scorge una vecchia con un fuso passare davanti al castello e incuriosita dall'oggetto la invita a salire, si punge il dito e muore. Il padre, sconsolato, la adagia in una stanza del castello, serra tutte le porte e se ne va per sempre.
Dopo qualche tempo sopraggiunge un altro re, intento a cacciare nel bosco. Incuriosito dal castello sprangato, il re forza le porte e penetra nel castello, dove trova la principessa addormentata. La porta su un letto, giace con lei e torna nel suo regno. Nove mesi più tardi la giovane dà alla luce due gemelli. Di loro si occupano due fate, che li accudiscono. Un giorno, però, i bambini cercano il seno della madre e non trovandolo le succhiano il dito, estraendo così la lisca fatale. La principessa si sveglia e comincia una nuova vita con i suoi figli. Un giorno, il re torna nel castello e la trova viva e sveglia insieme ai suoi figli. I due fanno amicizia ed il re trascorre con loro qualche giorno, poi se ne va promettendo a Talia di tornare a prenderla.
Tornato nel suo castello, il re non fa che parlare di Talia e dei gemelli, a cui ha dato il nome di Sole e Luna, attirando su di sé le ire della regina sua moglie. La donna chiede a un servo di portarle i bambini, e incarica il cuoco di ucciderli e darli in pasto al marito fedifrago. Il cuoco, però, impietosito dai bambini, serve al re della selvaggina, facendo credere alla regina che si tratti dei neonati. La regina incalza il marito a mangiare, con le parole: «Magna, ca de lo tuo mange!» (Mangia, mangia, è tutta roba tua!). Il re, indispettito dall'insistenza della moglie, e ignaro dei sottintesi, abbandona adirato il castello. La regina, piena di rabbia, fa venire Talia al castello e ordina che sia gettata nel fuoco. La giovane si getta ai piedi della regina implorando pietà. Ottiene di potersi liberare delle vesti prima di morire; la regina, avida delle perle che ornano gli abiti della principessa, acconsente. Nel mentre, sopraggiunge il re; egli ordina che la moglie sia gettata nelle fiamme, ricompensa il cuoco per aver risparmiato i bambini nominandolo primo gentiluomo di corte e sposa Talia, che diventa regina. La vicenda si conclude con un lieto fine simile al classico "e vissero felici e contenti" delle fiabe per bambini della tradizione successiva: «Talia gaudette longa vita co lo marito e co li figlie, canoscenno a tutte botte ca a chi ventura tene quanno dorme perzì chiove lo bene».